# Гурин, Василий Иванович
Василий Иванович Гурин (укр. Василь Іванович Гурін; 18 марта 1939, село Джурчи — 10 сентября 2018, Киев) — советский и украинский живописец. Народный художник Украины (1992), действительный член Академии искусств Украины (1997), член Национального Союза художников Украины, председатель Киевской организации Национального Союза художников Украины (1997-2005).

## Биография
Родился 18 марта 1939 года в селе Джурчи (ныне пгт Первомайское) Лариндорфского (ныне Первомайского) района Крымской АССР. С 1954 по 1959 год учился в Симферопольском художественном училище имени Самокиша. С 1959 по 1965 год В. Гурин обучается в Киевском государственном художественном институте на факультете живописи у Н. Пысанки, К. Трохименко, Н. Стороженко. С 1966 по 1968 год продолжает обучение в киевских мастерских Академии художеств СССР под руководством С. Григорьева.
С 1965 года В. И. Гурин - участник республиканских, всесоюзных и зарубежных художественных выставок. Член Союза художников Украины с 1968 года. С 1969 года преподает в Киевском государственном художественном институте. С 1983 года - доцент кафедры живописи, с 1987 года - профессор. В 1977 году был избран в правление Союза художников Украины, а с 1997 по 2005 год - избирался председателем Киевской организации Союза художников. С 1979 года — Заслуженный художник Украинской ССР, а с 1985 года — Заслуженный деятель искусств Украинской ССР. В 1992 году В. И. Гурину присвоено звание Народный художник Украины.

## Творчество
Работал в области станковой живописи. Автор тематических картин, портретов, натюрмортов, пейзажних циклов.
Произведения: «Первая весна» (1966), «Автопортрет» (1969), «Моя мать» (1971), «Мой сон. Отец» (1973), «Матери ждут…» (1974), «А лен цветет…» (1977), «Ярославна» (1982), «Шесть красных гвоздик» (1988), «Отголоски прошлого», «Мамины вареники» (1991), «Черное солнце. 1933» (1993), «Источник. Мария Приймаченко» (1994), «Тишина над Козинкою» (1997), «Зимняя поэзия» (1998), и др.